# Virginia de Matos
Virginia de Matos (Madrid, 1932-íb. 5 de mayo de 2009) fue una vedette y actriz española.

## Biografía
Nació en Madrid en 1932 como María Josefa Matos en el seno de una familia acomodada.
Su carrera como vedette se desarrolló a lo largo de la década de 1940. Obtuvo un gran éxito con la revista ¡Yo soy casado, señorita!, en 1948 de Muñoz Román y el maestro Guerrero.
Además, hasta mediados de la década de 1950, participó en pequeños papeles en diversas películas.
En 1955 estrenó con gran éxito la comedia musical: Dos Virginias, obra de los maestros Leandro Navarro y Fernando Moraleda. Esta obra estaba especialmente pensada para el lucimiento de Matos, según Juan José Montijano. 
Concha Velasco dijo de ella:
que era la vedette más vedette de todas las vedettes del mundo y ni cantaba bien, ni bailaba bien, pero ni falta que le hacía porque su sola presencia en el escenario llenaba todo.
 

Asimismo, Juan José Montijano recoge que:
Decían los aficionados al género que esta madrileña era la mejor vedette de revista que jamás haya pisado un escenario por encima de Celia Gámez y Queta Claver.
 Murió en su domicilio de la calle del Marqués de Urquijo en Madrid el 5 de mayo de 2009. Su funeral se celebró en la cercana parroquia del Corazón de María.
En enero de 1951 contrajo un breve matrimonio, en la embajada de Cuba en Madrid, con el hispano-cubano Juan Manuel Álvarez de Lorenzana y de la Pezuela, XIII vizconde de Barrantes. El matrimonio acabaría separándose hacia mayo de ese año. Posteriormente contraería un segundo matrimonio con Joaquín Salazar, ingeniero.

## Filmografía
- La revoltosa (1949), interpretando a Sole.[4]
- Sin uniforme (1950)
- Balarrasa (1951), interpretando a Nina.
- El cerco del diablo (1952)
- Cancha vasca (1955), interpretando a Marichu.
- La otra vida del capitán Contreras (1955).